# Ansgar Staudinger
Ansgar Staudinger (* 7. Mai 1968 in Bad Homburg vor der Höhe) ist ein deutscher Professor für Rechtswissenschaften.

## Leben
Staudinger studierte in den Jahren 1988 bis 1992 Rechtswissenschaft und Politikwissenschaft an der Universität Freiburg. Sein zweites Juristisches Staatsexamen legte er 1995 vor dem Landesjustizprüfungsamt in Düsseldorf ab. 1998 promovierte er unter dem Thema „Der internationale Geltungsbereich der deutschen Klauselkontrolle auf dem Prüfstand des Europäischen Gemeinschaftsrechts“ an der Heinrich-Heine-Universität in Düsseldorf und erhielt den Dissertationspreis der Universität für seine Arbeit. In den Folgejahren war er Wissenschaftlicher Assistent an der Westfälischen Wilhelms-Universität Münster, wo er 2002 unter dem Thema „Der Prozessvergleich und andere Formen konsensualer Streitbeilegung – Auf dem Weg zu einem Europäischen Zivilverfahrensrecht“ habilitierte.
Seit 2003 ist Staudinger Universitätsprofessor für Bürgerliches Recht, internationales Privat-, Verfahrens- und Wirtschaftsrecht an der Universität Bielefeld als Nachfolger von Thomas Pfeiffer. Er ist außerdem Direktor der Forschungsstelle für Reiserecht an der Universität Bielefeld. Von 2002 bis 2008 war Staudinger Mitglied des Wissenschaftlichen Beirats Verbraucher- und Ernährungspolitik beim Bundesministerium für Ernährung, Landwirtschaft und Verbraucherschutz. Von Oktober bis Dezember 2008 war er Richter am Oberlandesgericht Hamm.
Seit September 2007 ist Staudinger Präsident der Deutschen Gesellschaft für Reiserecht e. V. und Mitherausgeber der Zeitschrift ReiseRecht aktuell, seit 2010 Beiratsmitglied der Zeitschrift Deutsches Autorecht (DAR), herausgegeben vom ADAC, seit Februar 2014 Präsident des Deutschen Autorechtstages, seit Januar 2019 Präsident des Deutschen Verkehrsgerichtstages sowie seit Oktober 2020 Präsident des Institutes für Europäisches Verkehrsrecht.